# Голиус, Якобус
Якобус Голиус, также Якоб ван Голь, Якобо Голио (лат. Jacobus Golius, нидерл. Jacob van Gool, Jacob Gohl, Iacobo Golio, 1596, Гаага — 28 сентября 1667, Лейден) — нидерландский востоковед, математик, астроном и путешественник, ректор Лейденского университета.

## Биография
Я. ван Голь родился в зажиточной бюргерской семье. В 1612 году он приступает к изучению философии, теологии, математики и медицины в Лейденском университете. В возрасте 20 лет прерывает обучение и возвращается в загородное имение отца, где занимается самообразованием. После перенесённой тяжёлой болезни Якоб в 1618 возвращается в университет, чтобы изучать арабский и другие восточные языки. Там его учителем становится Томас Эрпениус. После окончания курса Якоб уезжает во Францию и преподаёт в Ла-Рошели греческий язык. В 1622 он в составе голландского посольства приезжает в Марокко. Здесь он изучает местные старинные документы и хроники, начинает писать историю Марокко и города Фес. Вернувшись на родину, учёный занимается переводом привезённых из Марокко арабских памятников. В мае 1625 года Голиус становится преемником своего учителя Эрпениуса на профессорской кафедре восточных языков Лейденского университета. Для углубления своих знаний о Ближнем Востоке учёный в 1626—1629 годах совершает путешествие по Сирии, Аравии, посещает Стамбул, где большое внимание уделяет местным библиотекам.
После возвращения в Лейден в 1629 году Голиус становится также профессором математики. Тем не менее, известность ему принесли, в первую очередь, его работы по востоковедению, в частности главный труд его жизни Lexicon Arabico-Latinum (Арабо-латинский словарь), в течение ряда поколений остававшийся образцовой работой в данной области. Среди других выдающихся произведений Голиуса следует упомянуть его перевод Нового завета на новогреческий язык, а также Гейдельбергский катехизис и литургии — на арабский язык. Голиус считался одним из ведущих востоковедов Европы своего времени и поддерживал интенсивные контакты с рядом выдающихся своих современников, например с Декартом. Влияние научных работ Голиуса можно обнаружить и в созданных через много лет произведениях Гёте.
В честь Якобуса Голиуса назван астероид (1226) Голия, открытый 22 апреля 1930 года голландским астрономом Хендриком ван Гентом в обсерватории Йоханнесбурга (ЮАР).

## Сочинения
- Lexicon Arabico-Latinum. Typis Bonaventuræ & Abrahami Elseviriorum, Leiden 1653 (И. В. фон Гёте упоминает этот словарь 12 февраля 1819 года в своём дневнике. Георг Вильгельм Фридрих Фрайтаг издал его в расширенном виде в 4-х томах: Lexicon arabico-latinum, Halle 1830—1837.)
- Proverbia quaedam Alis, imperatoris Muslemici, et Carmen Tograipoetae doctissimi, necnon dissertatio quaedam Aben Synae. 1629.
- Ahmedis Arabsiadae vitae et rerum gestarum Timuri, gui vulgo Tamer, lanes dicitur, historia. 1636.
- Переиздание с существенным дополнениями Grammatica Arabica Т.Эрпениуса.
- Joan Blaeu, Martino Martinio, Jacobus Golius: Novvs Atlas, Das ist, Weltbeschreibung … In welches Asia, und Sina. Blaeu [Amsterdam] 1655.
- Dictionarium Persico-Latinum (с дополнениями издано Эдмундом Кастеллом в его Lexicon heptaglotton, 1669).
- Muhammedis, filii Ketiri Ferganensis, qui vulgo Alfraganus dicitur, elementa astronomica Arabice et Latine. 1669. доступна онлайн